# Sainte-Edwidge-de-Clifton

Sainte-Edwidge-de-Clifton es un municipio-cantón de la provincia de Quebec, Canadá. Está ubicado en el municipio regional de condado de Coaticook y a su vez, en la región administrativa de Estrie. Hace parte de las circunscripciones electorales de Saint-François a nivel provincial y de Compton-Stanstead a nivel federal.

## Geografía
Sainte-Edwidge-de-Clifton se encuentra ubicada en las coordenadas 45°12′00″N 71°41′00″O / 45.20000, -71.68333. Según Statistics Canada, tiene una superficie total de 101.24 km² y es una de las 1135 municipalidades en las que está dividido administrativamente el territorio de la provincia de Quebec.

## Demografía
Según el censo de Canadá de 2011, había 484 personas residiendo en este cantón con una densidad de población de 4,8 hab./km². Los datos del censo mostraron que de las 440 personas en 2006, en 2011 el cambio poblacional fue de 44 habitantes (10%). El número total de inmuebles particulares resultó de 179 con una densidad de 1.77 inmuebles por km². El número total de viviendas particulares que se encontraban ocupadas por residentes habituales fue de 175.